# 五角場駅 (上海市)
五角場駅（ごかくじょうえき）は上海市楊浦区四平路に位置する上海地下鉄10号線の駅である。

## 歴史
- 2010年4月10日：開業[1]。

## 駅構造
島式ホーム1面2線を有する地下駅。

### のりば
| 番線 | 路線     | 行先                   |
| ---- | -------- | ---------------------- |
| 1    | ■ 10号線 | 虹橋火車站・航中路方面 |
| 2    | ■ 10号線 | 基隆路方面             |

（出典：上海地下鉄:站层图）

## 駅周辺

五角場駅及び江湾体育場駅周辺の地下空間概念図

- 金島ビル
- 藍天ビル
- 五角場広場
- 蘇寧生活広場 - 5番出入口直結

## 隣の駅
上海軌道交通
■ 10号線
国権路駅 - 五角場駅 - 江湾体育場駅